# AT91

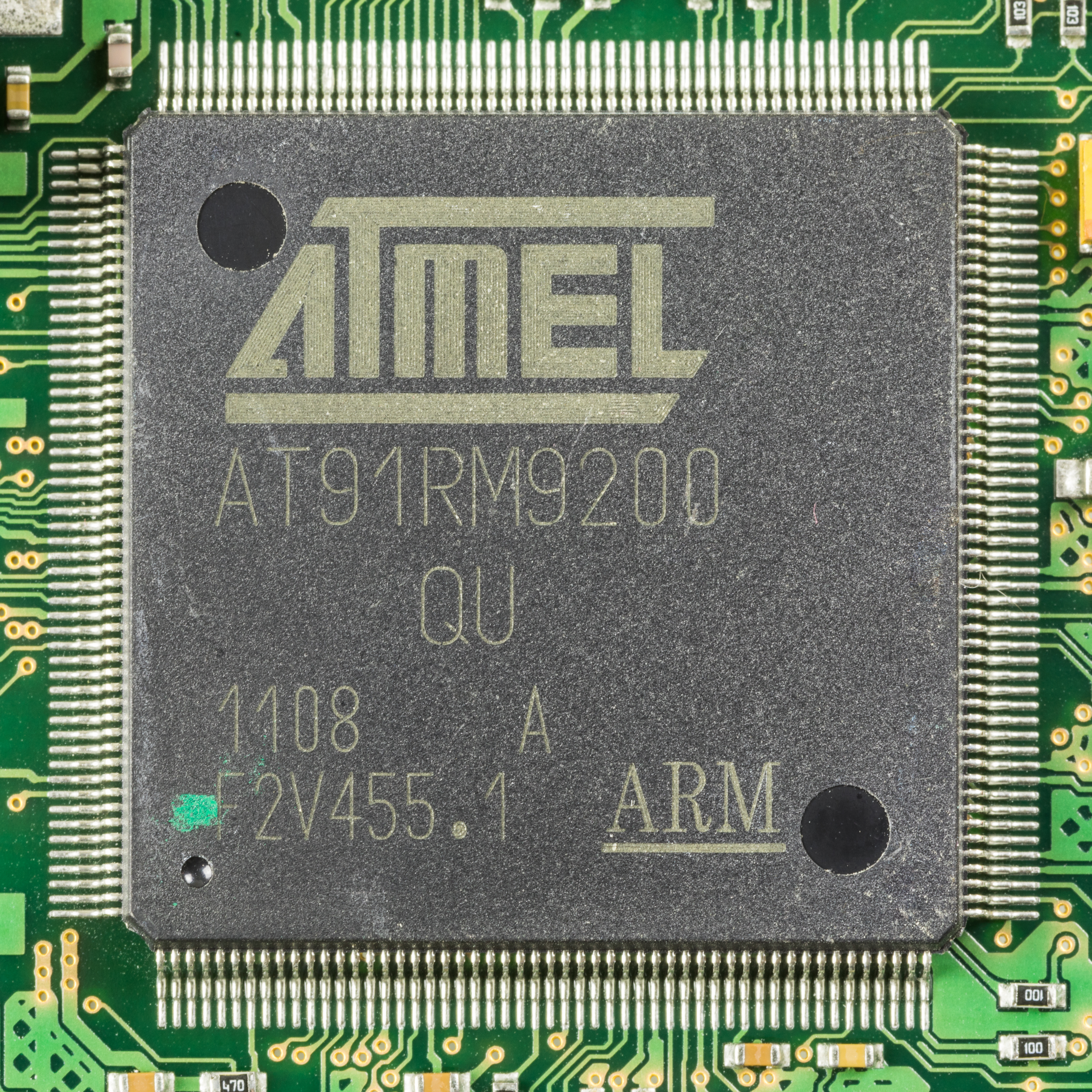
Atmel AT91RM9200

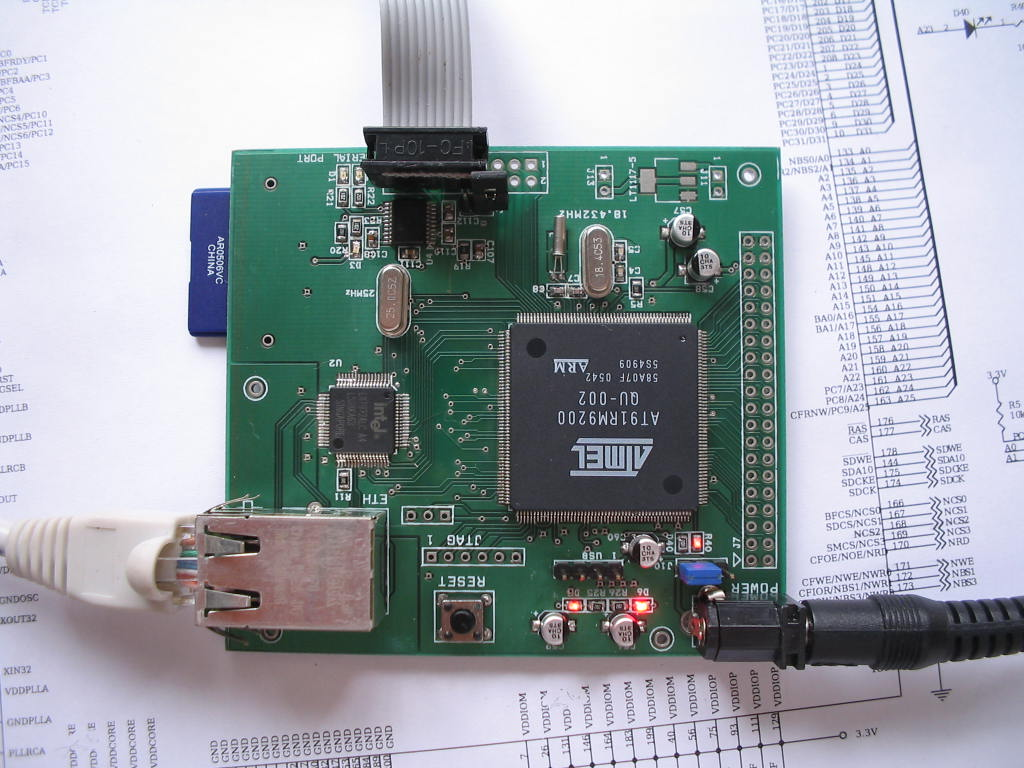
Microcontrôleur AT91

AT91 est le nom d'une famille de microcontrôleurs, développée par Atmel, à base d'architecture ARM qui comprend les sous-familles :
- AT91SAM9 avec :
  - SAM9G
  - SAM9M
  - SAM9N / SAM9CN
  - SAM9R
  - SAM9X
  - SAM9XE
  - SAM9260
  - SAM9261[1]. Il inclut les éléments suivants : un processeur ARM926EJ-S, de nombreux périphériques de communication : USB, SPI, RS-232, etc., de mémoires ROM et RAM, de cellules analogiques : oscillateur, PLL.
  - SAM9261S
  - SAM9263

- AT91SAM7 avec :
  - SAM7L
  - SAM7S
  - SAM7SE
  - SAM7X
  - SAM7XC